# Thomisus angustifrons
Thomisus angustifrons är en spindelart som beskrevs av Lucas 1858. Thomisus angustifrons ingår i släktet Thomisus och familjen krabbspindlar.
Artens utbredningsområde är Gabon. Inga underarter finns listade i Catalogue of Life.